# Frank Möller
Frank Möller, född den 9 september 1970 i Weimar, Tyskland, är en tysk judoutövare.
Han tog OS-brons i herrarnas tungvikt i samband med de olympiska judotävlingarna 1996 i Atlanta.